# Kerry McGregor
Kerry McGregor (30. října 1974 Pumpherston, Západní Lothian, Skotsko – 4. ledna 2012 tamtéž) byla skotská zpěvačka. V roce 2006 se účastnila britské verze pořadu The X Factor. V září 2010 jí byla diagnostikována rakovina močového měchýře. Podstoupila chemoterapii, ale v lednu 2012 zemřela ve věku 37 let.